# 卡氏小項鰭鯰
卡氏小項鰭鯰，為輻鰭魚綱鯰形目項鰭鯰科的其中一種，為温帶淡水魚類，分布於南美洲巴西聖保羅Tubarão河流域，體長可達15.8釐米，棲息在底層水域，生活習性不明。

## 扩展阅读
維基物種上的相關：卡氏小項鰭鯰